# Wereldkampioenschappen beachvolleybal 2007 (mannen)
Het mannentoernooi tijdens de wereldkampioenschappen beachvolleybal 2007 werd van 24 tot en met 29 juli 2007 gehouden in Gstaad. Het Amerikaanse duo Todd Rogers en Phil Dalhausser won het goud door in de finale het Russische tweetal Dmitri Barsoek en Igor Kolodinski te verslaan. Het brons ging naar het Australiërs Andrew Schacht en Joshua Slack.

## Groepsfase
|  | Direct naar laatste 32                      |
|  | Als acht beste nummers drie naar laatste 32 |

### Groep N
| # | Ploeg                   | Punten | Wedstrijden | Wedstrijden | Wedstrijden | Spelpunten | Spelpunten | Spelpunten | Sets | Sets | Sets  |
| # | Ploeg                   | Punten | G           | W           | V           | W          | V          | Ratio      | W    | V    | Ratio |
| - | ----------------------- | ------ | ----------- | ----------- | ----------- | ---------- | ---------- | ---------- | ---- | ---- | ----- |
| 1 | Emanuel / Ricardo       | 6      | 3           | 3           | 0           | 136        | 105        | 1,295      | 6    | 1    | 6,000 |
| 2 | Heese / Cadieux         | 5      | 3           | 2           | 1           | 131        | 124        | 1,056      | 4    | 3    | 1,333 |
| 3 | Herrera / Mesa          | 4      | 3           | 1           | 2           | 142        | 139        | 1,022      | 4    | 4    | 1,000 |
| 4 | Augoustides / Fliesberg | 3      | 3           | 0           | 3           | 85         | 126        | 0,675      | 0    | 6    | 0,000 |

| Datum   |                   | Score |                         | Set 1   | Set 2   | Set 3   |
| ------- | ----------------- | ----- | ----------------------- | ------- | ------- | ------- |
| 24 juli | Emanuel / Ricardo | 2 – 0 | Augoustides / Fliesberg | 21 – 16 | 21 – 12 |         |
| 24 juli | Herrera / Mesa    | 1 – 2 | Heese / Cadieux         | 15 – 21 | 27 – 25 | 9 – 15  |
| 25 juli | Emanuel / Ricardo | 2 – 0 | Heese / Cadieux         | 21 – 11 | 21 – 17 |         |
| 25 juli | Herrera / Mesa    | 2 – 0 | Augoustides / Fliesberg | 21 – 15 | 21 – 11 |         |
| 26 juli | Emanuel / Ricardo | 2 – 1 | Herrera / Mesa          | 21 – 14 | 15 – 21 | 16 – 14 |
| 26 juli | Heese / Cadieux   | 2 – 0 | Augoustides / Fliesberg | 21 – 16 | 21 – 15 |         |

### Groep O
| # | Ploeg                 | Punten | Wedstrijden | Wedstrijden | Wedstrijden | Spelpunten | Spelpunten | Spelpunten | Sets | Sets | Sets  |
| # | Ploeg                 | Punten | G           | W           | V           | W          | V          | Ratio      | W    | V    | Ratio |
| - | --------------------- | ------ | ----------- | ----------- | ----------- | ---------- | ---------- | ---------- | ---- | ---- | ----- |
| 1 | Franco / Cunha        | 6      | 3           | 3           | 0           | 126        | 95         | 1,326      | 6    | 0    | MAX   |
| 2 | Arkajev / Koezmitsjev | 5      | 3           | 2           | 1           | 117        | 105        | 1,114      | 4    | 2    | 2,000 |
| 3 | de Gruijter / Ronnes  | 4      | 3           | 1           | 2           | 109        | 114        | 0,956      | 2    | 4    | 0,500 |
| 4 | Göttlinger / Strauß   | 3      | 3           | 0           | 3           | 88         | 126        | 0,698      | 0    | 6    | 0,000 |

| Datum   |                      | Score |                      | Set 1   | Set 2   | Set 3 |
| ------- | -------------------- | ----- | -------------------- | ------- | ------- | ----- |
| 24 juli | Franco / Cunha       | 2 – 0 | Arkajev / Koezmitjev | 21 – 18 | 21 – 15 |       |
| 24 juli | de Gruijter / Ronnes | 2 – 0 | Göttlinger / Strauß  | 21 – 19 | 21 – 11 |       |
| 25 juli | Franco / Cunha       | 2 – 0 | Göttlinger / Strauß  | 21 – 17 | 21 – 14 |       |
| 25 juli | de Gruijter / Ronnes | 0 – 2 | Arkajev / Koezmitjev | 17 – 21 | 19 – 21 |       |
| 26 juli | Franco / Cunha       | 2 – 0 | de Gruijter / Ronnes | 21 – 18 | 21 – 13 |       |
| 26 juli | Göttlinger / Strauß  | 0 – 2 | Arkajev / Koezmitjev | 14 – 21 | 13 – 21 |       |

### Groep P
| # | Ploeg                      | Punten | Wedstrijden | Wedstrijden | Wedstrijden | Spelpunten | Spelpunten | Spelpunten | Sets | Sets | Sets  |
| # | Ploeg                      | Punten | G           | W           | V           | W          | V          | Ratio      | W    | V    | Ratio |
| - | -------------------------- | ------ | ----------- | ----------- | ----------- | ---------- | ---------- | ---------- | ---- | ---- | ----- |
| 1 | Fabio Luiz / Márcio Araújo | 6      | 3           | 3           | 0           | 140        | 107        | 1,308      | 6    | 1    | 6,000 |
| 2 | Lochhead / Pitman          | 5      | 3           | 2           | 1           | 130        | 124        | 1,048      | 4    | 3    | 1,333 |
| 3 | Maia / Brenha              | 4      | 3           | 1           | 2           | 115        | 128        | 0,898      | 3    | 4    | 0,750 |
| 4 | Asahi / Shiratori          | 3      | 3           | 0           | 3           | 112        | 138        | 0,812      | 1    | 6    | 0,167 |

| Datum   |                            | Score |                   | Set 1   | Set 2   | Set 3   |
| ------- | -------------------------- | ----- | ----------------- | ------- | ------- | ------- |
| 24 juli | Fabio Luiz / Márcio Araújo | 2 – 0 | Lochhead / Pitman | 21 – 16 | 21 – 19 |         |
| 24 juli | Maia / Brenha              | 2 – 0 | Asahi / Shiratori | 21 – 13 | 21 – 18 |         |
| 25 juli | Fabio Luiz / Márcio Araújo | 2 – 0 | Asahi / Shiratori | 22 – 20 | 21 – 13 |         |
| 25 juli | Maia / Brenha              | 0 – 2 | Lochhead / Pitman | 16 – 21 | 18 – 21 |         |
| 26 juli | Fabio Luiz / Márcio Araújo | 2 – 1 | Maia / Brenha     | 19 – 21 | 21 – 10 | 15 – 8  |
| 26 juli | Asahi / Shiratori          | 1 – 2 | Lochhead / Pitman | 21 – 17 | 14 – 21 | 13 – 15 |

### Groep Q
| # | Ploeg               | Punten | Wedstrijden | Wedstrijden | Wedstrijden | Spelpunten | Spelpunten | Spelpunten | Sets | Sets | Sets  |
| # | Ploeg               | Punten | G           | W           | V           | W          | V          | Ratio      | W    | V    | Ratio |
| - | ------------------- | ------ | ----------- | ----------- | ----------- | ---------- | ---------- | ---------- | ---- | ---- | ----- |
| 1 | Rogers / Dalhausser | 6      | 3           | 3           | 0           | 141        | 105        | 1,343      | 6    | 1    | 6,000 |
| 2 | Boersma / Ronnes    | 4      | 3           | 1           | 2           | 133        | 138        | 0,964      | 4    | 4    | 1,000 |
| 3 | Gabathuler / Wenger | 4      | 3           | 1           | 2           | 96         | 110        | 0,873      | 2    | 4    | 0,500 |
| 4 | Geor / Gia          | 4      | 3           | 1           | 2           | 113        | 130        | 0,869      | 2    | 5    | 0,400 |

| Datum   |                     | Score |                     | Set 1   | Set 2   | Set 3   |
| ------- | ------------------- | ----- | ------------------- | ------- | ------- | ------- |
| 24 juli | Rogers / Dalhausser | 2 – 0 | Gabathuler / Wenger | 21 – 12 | 21 – 15 |         |
| 24 juli | Geor / Gia          | 2 – 1 | Boersma / Ronnes    | 21 – 15 | 18 – 21 | 15 – 10 |
| 25 juli | Rogers / Dalhausser | 2 – 1 | Boersma / Ronnes    | 21 – 23 | 21 – 15 | 15 – 7  |
| 25 juli | Geor / Gia          | 0 – 2 | Gabathuler / Wenger | 14 – 21 | 12 – 21 |         |
| 26 juli | Rogers / Dalhausser | 2 – 0 | Geor / Gia          | 21 – 15 | 21 – 18 |         |
| 26 juli | Boersma / Ronnes    | 2 – 0 | Gabathuler / Wenger | 21 – 15 | 21 – 12 |         |

### Groep R
| # | Ploeg               | Punten | Wedstrijden | Wedstrijden | Wedstrijden | Spelpunten | Spelpunten | Spelpunten | Sets | Sets | Sets  |
| # | Ploeg               | Punten | G           | W           | V           | W          | V          | Ratio      | W    | V    | Ratio |
| - | ------------------- | ------ | ----------- | ----------- | ----------- | ---------- | ---------- | ---------- | ---- | ---- | ----- |
| 1 | Brink / Dieckmann   | 6      | 3           | 3           | 0           | 127        | 111        | 1,144      | 6    | 0    | MAX   |
| 2 | Doppler / Gartmayer | 5      | 3           | 2           | 1           | 132        | 113        | 1,168      | 4    | 3    | 1,333 |
| 3 | Scott / Fuerbringer | 4      | 3           | 1           | 2           | 131        | 131        | 1,000      | 3    | 4    | 0,750 |
| 4 | Huth / Schneider    | 3      | 3           | 0           | 3           | 91         | 126        | 0,722      | 0    | 6    | 0,000 |

| Datum   |                     | Score |                     | Set 1   | Set 2   | Set 3   |
| ------- | ------------------- | ----- | ------------------- | ------- | ------- | ------- |
| 24 juli | Brink / Dieckmann   | 2 – 0 | Huth / Schneider    | 21 – 16 | 21 – 19 |         |
| 24 juli | Doppler / Gartmayer | 2 – 1 | Scott / Fuerbringer | 17 – 21 | 21 – 17 | 15 – 12 |
| 25 juli | Brink / Dieckmann   | 2 – 0 | Scott / Fuerbringer | 21 – 19 | 22 – 20 |         |
| 25 juli | Doppler / Gartmayer | 2 – 0 | Huth / Schneider    | 21 – 9  | 21 – 12 |         |
| 26 juli | Brink / Dieckmann   | 2 – 0 | Doppler / Gartmayer | 21 – 19 | 21 – 18 |         |
| 26 juli | Scott / Fuerbringer | 2 – 0 | Huth / Schneider    | 21 – 16 | 21 – 18 |         |

### Groep S
| # | Ploeg                | Punten | Wedstrijden | Wedstrijden | Wedstrijden | Spelpunten | Spelpunten | Spelpunten | Sets | Sets | Sets  |
| # | Ploeg                | Punten | G           | W           | V           | W          | V          | Ratio      | W    | V    | Ratio |
| - | -------------------- | ------ | ----------- | ----------- | ----------- | ---------- | ---------- | ---------- | ---- | ---- | ----- |
| 1 | Barsoek / Kolodinski | 5      | 3           | 2           | 1           | 136        | 122        | 1,115      | 4    | 3    | 1,333 |
| 2 | Kais / Vesik         | 5      | 3           | 2           | 1           | 157        | 147        | 1,068      | 5    | 4    | 1,250 |
| 3 | Lione / Varnier      | 4      | 3           | 1           | 2           | 127        | 146        | 0,870      | 3    | 5    | 0,600 |
| 4 | Biza / Lébl          | 4      | 3           | 1           | 2           | 140        | 145        | 0,966      | 4    | 4    | 1,000 |

| Datum   |                      | Score |                 | Set 1   | Set 2   | Set 3   |
| ------- | -------------------- | ----- | --------------- | ------- | ------- | ------- |
| 24 juli | Barsoek / Kolodinski | 0 – 2 | Biza / Lébl     | 19 – 21 | 19 – 21 |         |
| 24 juli | Kais / Vesik         | 2 – 1 | Lione / Varnier | 17 – 21 | 21 – 15 | 15 – 8  |
| 25 juli | Barsoek / Kolodinski | 2 – 0 | Lione / Varnier | 21 – 15 | 21 – 15 |         |
| 25 juli | Kais / Vesik         | 2 – 1 | Biza / Lébl     | 21 – 16 | 18 – 21 | 15 – 10 |
| 26 juli | Barsoek / Kolodinski | 2 – 1 | Kais / Vesik    | 20 – 22 | 21 – 15 | 15 – 13 |
| 26 juli | Lione / Varnier      | 2 – 1 | Biza / Lébl     | 21 – 18 | 17 – 21 | 15 – 12 |

### Groep T
| # | Ploeg                  | Punten | Wedstrijden | Wedstrijden | Wedstrijden | Spelpunten | Spelpunten | Spelpunten | Sets | Sets | Sets  |
| # | Ploeg                  | Punten | G           | W           | V           | W          | V          | Ratio      | W    | V    | Ratio |
| - | ---------------------- | ------ | ----------- | ----------- | ----------- | ---------- | ---------- | ---------- | ---- | ---- | ----- |
| 1 | Heuscher / Heyer       | 6      | 3           | 3           | 0           | 143        | 118        | 1,212      | 6    | 1    | 6,000 |
| 2 | Horst / Gosch          | 5      | 3           | 2           | 1           | 127        | 121        | 1,050      | 4    | 2    | 2,000 |
| 3 | Schnider / Gscheidle   | 4      | 3           | 1           | 2           | 127        | 130        | 0,977      | 3    | 4    | 0,750 |
| 4 | Leinemann / van Huizen | 3      | 3           | 0           | 3           | 102        | 130        | 0,785      | 0    | 6    | 0,000 |

| Datum   |                        | Score |                        | Set 1   | Set 2   | Set 3   |
| ------- | ---------------------- | ----- | ---------------------- | ------- | ------- | ------- |
| 24 juli | Heuscher / Heyer       | 2 – 1 | Schnider / Gscheidle   | 21 – 14 | 19 – 21 | 15 – 12 |
| 24 juli | Horst / Gosch          | 2 – 0 | Leinemann / van Huizen | 24 – 22 | 21 – 16 |         |
| 25 juli | Heuscher / Heyer       | 2 – 0 | Leinemann / van Huizen | 22 – 20 | 21 – 11 |         |
| 25 juli | Horst / Gosch          | 2 – 0 | Schnider / Gscheidle   | 21 – 19 | 21 – 19 |         |
| 26 juli | Heuscher / Heyer       | 2 – 0 | Horst / Gosch          | 24 – 22 | 21 – 18 |         |
| 26 juli | Leinemann / van Huizen | 0 – 2 | Schnider / Gscheidle   | 16 – 21 | 17 – 21 |         |

### Groep U
| # | Ploeg              | Punten | Wedstrijden | Wedstrijden | Wedstrijden | Spelpunten | Spelpunten | Spelpunten | Sets | Sets | Sets  |
| # | Ploeg              | Punten | G           | W           | V           | W          | V          | Ratio      | W    | V    | Ratio |
| - | ------------------ | ------ | ----------- | ----------- | ----------- | ---------- | ---------- | ---------- | ---- | ---- | ----- |
| 1 | Klemperer / Koreng | 6      | 3           | 3           | 0           | 126        | 98         | 1,286      | 6    | 0    | MAX   |
| 2 | Harley / Pedro     | 5      | 3           | 2           | 1           | 122        | 102        | 1,196      | 4    | 2    | 2,000 |
| 3 | Álvarez / Munder   | 4      | 3           | 1           | 2           | 99         | 118        | 0,839      | 2    | 5    | 0,400 |
| 4 | Pedrosa / Rosas    | 3      | 3           | 0           | 3           | 95         | 124        | 0,766      | 1    | 6    | 0,167 |

| Datum   |                    | Score |                    | Set 1                | Set 2                | Set 3                |
| ------- | ------------------ | ----- | ------------------ | -------------------- | -------------------- | -------------------- |
| 24 juli | Harley / Pedro     | 2 – 0 | Álvarez / Munder   | 21 – 14              | 21 – 17              |                      |
| 24 juli | Klemperer / Koreng | 2 – 0 | Pedrosa / Rosas    | 21 – 13              | 21 – 19              |                      |
| 25 juli | Harley / Pedro     | 2 – 0 | Pedrosa / Rosas    | 21 – 14              | 21 – 15              |                      |
| 25 juli | Klemperer / Koreng | 2 – 0 | Álvarez / Munder   | 21 – 12              | 21 – 16              |                      |
| 26 juli | Harley / Pedro     | 0 – 2 | Klemperer / Koreng | 19 – 21              | 19 – 21              |                      |
| 26 juli | Pedrosa / Rosas    | –     | Álvarez / Munder   | opgave door blessure | opgave door blessure | opgave door blessure |

### Groep V
| # | Ploeg                  | Punten | Wedstrijden | Wedstrijden | Wedstrijden | Spelpunten | Spelpunten | Spelpunten | Sets | Sets | Sets  |
| # | Ploeg                  | Punten | G           | W           | V           | W          | V          | Ratio      | W    | V    | Ratio |
| - | ---------------------- | ------ | ----------- | ----------- | ----------- | ---------- | ---------- | ---------- | ---- | ---- | ----- |
| 1 | Schacht / Slack        | 5      | 3           | 2           | 1           | 122        | 102        | 1,196      | 4    | 2    | 2,000 |
| 2 | Zhou Shun / Li Jian    | 5      | 3           | 2           | 1           | 124        | 115        | 1,078      | 4    | 2    | 2,000 |
| 3 | Xu Linyin / Wu Penggen | 5      | 3           | 2           | 1           | 111        | 112        | 0,991      | 4    | 2    | 2,000 |
| 4 | Deulofeu / Salvetti    | 3      | 3           | 0           | 3           | 103        | 131        | 0,786      | 0    | 6    | 0,000 |

| Datum   |                        | Score |                     | Set 1   | Set 2   | Set 3 |
| ------- | ---------------------- | ----- | ------------------- | ------- | ------- | ----- |
| 24 juli | Xu Linyin / Wu Penggen | 2 – 0 | Deulofeu / Salvetti | 21 – 19 | 21 – 15 |       |
| 24 juli | Schacht / Slack        | 0 – 2 | Zhou Shun / Li Jian | 18 – 21 | 19 – 21 |       |
| 25 juli | Xu Linyin / Wu Penggen | 2 – 0 | Zhou Shun / Li Jian | 21 – 18 | 21 – 18 |       |
| 25 juli | Schacht / Slack        | 2 – 0 | Deulofeu / Salvetti | 22 – 20 | 21 – 13 |       |
| 26 juli | Xu Linyin / Wu Penggen | 0 – 2 | Schacht / Slack     | 14 – 21 | 13 – 21 |       |
| 26 juli | Zhou Shun / Li Jian    | 2 – 0 | Deulofeu / Salvetti | 21 – 13 | 25 – 23 |       |

### Groep W
| # | Ploeg                 | Punten | Wedstrijden | Wedstrijden | Wedstrijden | Spelpunten | Spelpunten | Spelpunten | Sets | Sets | Sets  |
| # | Ploeg                 | Punten | G           | W           | V           | W          | V          | Ratio      | W    | V    | Ratio |
| - | --------------------- | ------ | ----------- | ----------- | ----------- | ---------- | ---------- | ---------- | ---- | ---- | ----- |
| 1 | Lambert / Metzger     | 6      | 3           | 3           | 0           | 150        | 121        | 1,240      | 6    | 2    | 3,000 |
| 2 | Reckermann / Urbatzka | 5      | 3           | 2           | 1           | 127        | 131        | 0,969      | 4    | 3    | 1,333 |
| 3 | Maaseide / Horrem     | 4      | 3           | 1           | 2           | 143        | 150        | 0,953      | 3    | 5    | 0,600 |
| 4 | Samoilovs / Pļaviņš   | 3      | 3           | 0           | 3           | 146        | 164        | 0,890      | 3    | 6    | 0,500 |

| Datum   |                       | Score |                       | Set 1   | Set 2   | Set 3   |
| ------- | --------------------- | ----- | --------------------- | ------- | ------- | ------- |
| 24 juli | Lambert / Metzger     | 2 – 1 | Maaseide / Horrem     | 21 – 18 | 17 – 21 | 15 – 7  |
| 24 juli | Reckermann / Urbatzka | 2 – 1 | Samoilovs / Pļaviņš   | 18 – 21 | 21 – 13 | 15 – 13 |
| 25 juli | Lambert / Metzger     | 2 – 1 | Samoilovs / Pļaviņš   | 21 – 17 | 19 – 21 | 15 – 10 |
| 25 juli | Reckermann / Urbatzka | 2 – 0 | Maaseide / Horrem     | 24 – 22 | 22 – 20 |         |
| 26 juli | Lambert / Metzger     | 2 – 0 | Reckermann / Urbatzka | 21 – 10 | 21 – 17 |         |
| 26 juli | Samoilovs / Pļaviņš   | 1 – 2 | Maaseide / Horrem     | 21 – 19 | 17 – 21 | 13 – 15 |

### Groep X
| # | Ploeg               | Punten | Wedstrijden | Wedstrijden | Wedstrijden | Spelpunten | Spelpunten | Spelpunten | Sets | Sets | Sets  |
| # | Ploeg               | Punten | G           | W           | V           | W          | V          | Ratio      | W    | V    | Ratio |
| - | ------------------- | ------ | ----------- | ----------- | ----------- | ---------- | ---------- | ---------- | ---- | ---- | ----- |
| 1 | Schuil / Nummerdor  | 6      | 2           | 3           | 0           | 104        | 96         | 1,083      | 6    | 1    | 6,000 |
| 2 | Gibb / Rosenthal    | 5      | 3           | 2           | 1           | 131        | 108        | 1,213      | 4    | 2    | 2,000 |
| 3 | Høidalen / Gøranson | 4      | 2           | 1           | 2           | 81         | 95         | 0,853      | 3    | 4    | 0,750 |
| 4 | Ring / Wong         | 1      | 1           | 0           | 3           | 25         | 42         | 0,595      | 0    | 6    | 0,000 |

| Datum   |                    | Score |                     | Set 1                   | Set 2                   | Set 3                   |
| ------- | ------------------ | ----- | ------------------- | ----------------------- | ----------------------- | ----------------------- |
| 24 juli | Schuil / Nummerdor | 2 – 1 | Høidalen / Gøranson | 21 – 17                 | 17 – 21                 | 15 – 11                 |
| 24 juli | Gibb / Rosenthal   | 2 – 0 | Ring / Wong         | 21 – 14                 | 21 – 11                 |                         |
| 25 juli | Schuil / Nummerdor | –     | Ring / Wong         | opgave door bestraffing | opgave door bestraffing | opgave door bestraffing |
| 25 juli | Gibb / Rosenthal   | 2 – 0 | Høidalen / Gøranson | 21 – 13                 | 21 – 19                 |                         |
| 26 juli | Schuil / Nummerdor | 2 – 0 | Gibb / Rosenthal    | 30 – 28                 | 21 – 19                 |                         |
| 26 juli | Ring / Wong        | –     | Høidalen / Gøranson | opgave door bestraffing | opgave door bestraffing | opgave door bestraffing |

### Groep Y
| # | Ploeg                | Punten | Wedstrijden | Wedstrijden | Wedstrijden | Spelpunten | Spelpunten | Spelpunten | Sets | Sets | Sets  |
| # | Ploeg                | Punten | G           | W           | V           | W          | V          | Ratio      | W    | V    | Ratio |
| - | -------------------- | ------ | ----------- | ----------- | ----------- | ---------- | ---------- | ---------- | ---- | ---- | ----- |
| 1 | Laciga / Laciga      | 6      | 3           | 3           | 0           | 126        | 96         | 1,313      | 6    | 0    | MAX   |
| 2 | Conde / Baracetti    | 5      | 3           | 2           | 1           | 125        | 122        | 1,025      | 4    | 3    | 1,333 |
| 3 | Dugrip / Gagliano    | 4      | 3           | 1           | 2           | 132        | 142        | 0,930      | 3    | 5    | 0,600 |
| 4 | Kjemperud / Skarlund | 3      | 3           | 0           | 3           | 116        | 139        | 0,835      | 1    | 6    | 0,167 |

| Datum   |                      | Score |                      | Set 1   | Set 2   | Set 3   |
| ------- | -------------------- | ----- | -------------------- | ------- | ------- | ------- |
| 24 juli | Conde / Baracetti    | 2 – 1 | Dugrip / Gagliano    | 14 – 21 | 21 – 16 | 15 – 11 |
| 24 juli | Laciga / Laciga      | 2 – 0 | Kjemperud / Skarlund | 21 – 17 | 21 – 17 |         |
| 25 juli | Conde / Baracetti    | 2 – 0 | Kjemperud / Skarlund | 21 – 15 | 21 – 17 |         |
| 25 juli | Laciga / Laciga      | 2 – 0 | Dugrip / Gagliano    | 21 – 14 | 21 – 15 |         |
| 26 juli | Conde / Baracetti    | 0 – 2 | Laciga / Laciga      | 16 – 21 | 17 – 21 |         |
| 26 juli | Kjemperud / Skarlund | 1 – 2 | Dugrip / Gagliano    | 15 – 21 | 21 – 18 | 14 – 16 |

## Knockoutfase
| Zestiende finale | Zestiende finale           | Zestiende finale | Zestiende finale | Zestiende finale |  |    | Achtste finale             | Achtste finale      | Achtste finale | Achtste finale | Achtste finale |  |  | Kwartfinale | Kwartfinale            | Kwartfinale | Kwartfinale | Kwartfinale |  |  | Halve finale | Halve finale         | Halve finale | Halve finale | Halve finale |  |              | Finale            | Finale               | Finale       | Finale       | Finale |
|                  |                            |                  |                  |                  |  |    |                            |                     |                |                |                |  |  |             |                        |             |             |             |  |  |              |                      |              |              |              |  |              |                   |                      |              |              |        |
| 2                | Franco / Cunha             | 21               | 21               |                  |  |    |                            |                     |                |                |                |  |  |             |                        |             |             |             |  |  |              |                      |              |              |              |  |              |                   |                      |              |              |        |
| 39               | Maaseide / Horrem          | 9                | 14               |                  |  |    | 2                          | Franco / Cunha      | 21             | 21             | 11             |  |  |             |                        |             |             |             |  |  |              |                      |              |              |              |  |              |                   |                      |              |              |        |
| 14               | Gibb / Rosenthal           | 22               | 16               | 16               |  | 14 | Gibb / Rosenthal           | 18                  | 23             | 15             |                |  |  |             |                        |             |             |             |  |  |              |                      |              |              |              |  |              |                   |                      |              |              |        |
| 25               | Heese / Cadieux            | 20               | 21               | 14               |  |    |                            |                     |                |                |                |  |  | 14          | Gibb / Rosenthal       | 19          | 17          |             |  |  |              |                      |              |              |              |  |              |                   |                      |              |              |        |
| 13               | Laciga / Laciga            | 18               | 17               |                  |  |    |                            |                     |                |                |                |  |  | 6           | Barsoek / Kolodinski   | 21          | 21          |             |  |  |              |                      |              |              |              |  |              |                   |                      |              |              |        |
| 28               | Boersma / Ronnes           | 21               | 21               |                  |  |    | 28                         | Boersma / Ronnes    | 16             | 16             |                |  |  |             |                        |             |             |             |  |  |              |                      |              |              |              |  |              |                   |                      |              |              |        |
| 6                | Barsoek / Kolodinski       | 21               | 21               |                  |  | 6  | Barsoek / Kolodinski       | 21                  | 21             |                |                |  |  |             |                        |             |             |             |  |  |              |                      |              |              |              |  |              |                   |                      |              |              |        |
| 29               | Scott / Fuerbringer        | 17               | 18               |                  |  |    |                            |                     |                |                |                |  |  |             |                        |             |             |             |  |  | 6            | Barsoek / Kolodinski | 21           | 21           |              |  |              |                   |                      |              |              |        |
| 17               | Klemperer / Koreng         | 21               | 21               |                  |  |    |                            |                     |                |                |                |  |  |             |                        |             |             |             |  |  | 16           | Schacht / Slack      | 13           | 19           |              |  |              |                   |                      |              |              |        |
| 42               | Schnider / Gscheidle       | 14               | 19               |                  |  |    | 17                         | Klemperer / Koreng  | 23             | 18             | 11             |  |  |             |                        |             |             |             |  |  |              |                      |              |              |              |  |              |                   |                      |              |              |        |
| 16               | Schacht / Slack            | 21               | 21               |                  |  | 16 | Schacht / Slack            | 21                  | 21             | 15             |                |  |  |             |                        |             |             |             |  |  |              |                      |              |              |              |  |              |                   |                      |              |              |        |
| 15               | Reckermann / Urbatzka      | 18               | 19               |                  |  |    |                            |                     |                |                |                |  |  | 16          | Schacht / Slack        | 21          | 21          |             |  |  |              |                      |              |              |              |  |              |                   |                      |              |              |        |
| 33               | Zhou Shun / Li Jian        | 27               | 21               | 15               |  |    |                            |                     |                |                |                |  |  | 33          | Zhou Shun / Li Jian    | 19          | 16          |             |  |  |              |                      |              |              |              |  |              |                   |                      |              |              |        |
| 46               | Lochhead / Pitman          | 25               | 23               | 11               |  |    | 33                         | Zhou Shun / Li Jian | 21             | 21             |                |  |  |             |                        |             |             |             |  |  |              |                      |              |              |              |  |              |                   |                      |              |              |        |
| 37               | Dugrip / Gagliano          | 18               | 16               |                  |  | 3  | Fabio Luiz / Márcio Araújo | 15                  | 19             |                |                |  |  |             |                        |             |             |             |  |  |              |                      |              |              |              |  |              |                   |                      |              |              |        |
| 3                | Fabio Luiz / Márcio Araújo | 21               | 21               |                  |  |    |                            |                     |                |                |                |  |  |             |                        |             |             |             |  |  |              |                      |              |              |              |  |              | 6                 | Barsoek / Kolodinski | 16           | 14           |        |
| 4                | Rogers / Dalhausser        | 21               | 21               |                  |  |    |                            |                     |                |                |                |  |  |             |                        |             |             |             |  |  |              |                      |              |              |              |  |              | 4                 | Rogers / Dalhausser  | 21           | 21           |        |
| 22               | Maia / Brenha              | 18               | 18               |                  |  |    | 4                          | Rogers / Dalhausser | 21             | 21             |                |  |  |             |                        |             |             |             |  |  |              |                      |              |              |              |  |              |                   |                      |              |              |        |
| 8                | Harley / Pedro             | 21               | 20               | 13               |  | 20 | Doppler / Gartmayer        | 13                  | 15             |                |                |  |  |             |                        |             |             |             |  |  |              |                      |              |              |              |  |              |                   |                      |              |              |        |
| 20               | Doppler / Gartmayer        | 19               | 22               | 15               |  |    |                            |                     |                |                |                |  |  | 4           | Rogers / Dalhausser    | 21          | 22          |             |  |  |              |                      |              |              |              |  |              |                   |                      |              |              |        |
| 10               | Lambert / Metzger          | 19               | 19               |                  |  |    |                            |                     |                |                |                |  |  | 9           | Xu Linyin / Wu Penggen | 19          | 20          |             |  |  |              |                      |              |              |              |  |              |                   |                      |              |              |        |
| 12               | Conde / Baracetti          | 21               | 21               |                  |  |    | 12                         | Conde / Baracetti   | 17             | 21             | 12             |  |  |             |                        |             |             |             |  |  |              |                      |              |              |              |  |              |                   |                      |              |              |        |
| 5                | Brink / Dieckmann          | 13               | 16               |                  |  | 9  | Xu Linyin / Wu Penggen     | 21                  | 16             | 15             |                |  |  |             |                        |             |             |             |  |  |              |                      |              |              |              |  |              |                   |                      |              |              |        |
| 9                | Xu Linyin / Wu Penggen     | 21               | 21               |                  |  |    |                            |                     |                |                |                |  |  |             |                        |             |             |             |  |  | 4            | Rogers / Dalhausser  | 21           | 13           | 19           |  |              |                   |                      |              |              |        |
| 7                | Heuscher / Heyer           | 22               | 21               | 12               |  |    |                            |                     |                |                |                |  |  |             |                        |             |             |             |  |  | 1            | Emanuel / Ricardo    | 16           | 21           | 17           |  |              |                   |                      |              |              |        |
| 24               | Herrera / Mesa             | 24               | 19               | 15               |  |    | 24                         | Herrera / Mesa      | 18             | 19             |                |  |  |             |                        |             |             |             |  |  |              |                      |              |              |              |  |              |                   |                      |              |              |        |
| 11               | Schuil / Nummerdor         | 19               | 11               |                  |  | 19 | Kais / Vesik               | 21                  | 21             |                |                |  |  |             |                        |             |             |             |  |  |              |                      |              |              |              |  |              |                   |                      |              |              |        |
| 19               | Kais / Vesik               | 21               | 21               |                  |  |    |                            |                     |                |                |                |  |  | 19          | Kais / Vesik           | 21          | 12          |             |  |  |              |                      |              |              |              |  | Troostfinale | Troostfinale      | Troostfinale         | Troostfinale | Troostfinale |        |
| 47               | Arkajev / Koezmitsjev      | 16               | 21               |                  |  |    |                            |                     |                |                |                |  |  | 1           | Emanuel / Ricardo      | 23          | 21          |             |  |  |              |                      |              |              |              |  |              |                   |                      |              |              |        |
| 18               | Horst / Gosch              | 21               | 23               |                  |  |    | 18                         | Horst / Gosch       | 16             | 16             |                |  |  |             |                        |             |             |             |  |  |              |                      |              |              |              |  | 16           | Schacht / Slack   | 21                   | 21           |              |        |
| 38               | Høidalen / Gøranson        | 13               | 17               |                  |  | 1  | Emanuel / Ricardo          | 21                  | 21             |                |                |  |  |             |                        |             |             |             |  |  |              |                      |              |              |              |  | 1            | Emanuel / Ricardo | 17                   | 19           |              |        |
| 1                | Emanuel / Ricardo          | 21               | 21               |                  |  |    |                            |                     |                |                |                |  |  |             |                        |             |             |             |  |  |              |                      |              |              |              |  |              |                   |                      |              |              |        |

1997 ·
1999 ·
2001 ·
2003 ·
2005 ·
2007 ·
2009 ·
2011 ·
2013 ·
2015 ·
2017 ·
2019 ·
2022 ·
2023